# Patricia Glinton-Meicholas
Patricia Glinton-Meicholas (sinh năm 1950) là một nhà văn, nhà phê bình văn hóa, nhà sử học và nhà giáo dục ở Bahamas.

## Tiểu sử
Bà sinh ra ở Đảo Cat, Bahamas, và được giáo dục tại Đại học West Indies và Đại học Miami. Bà được tuyển dụng làm quản trị viên tại trường Cao đẳng Bahamas, nơi bà cũng là giảng viên và trưởng khoa học thuật. Trường đã trao tặng bà giải thưởng Thành tựu trọn đời về văn hóa và văn học năm 2014.
Bà là người phụ nữ đầu tiên trình bày Bài giảng tưởng niệm Sir Lynden Pindling, người chiến thắng đầu tiên của Giải thưởng Cacique của Bahamas về văn bản và, năm 1998, đã nhận được Huy chương Bạc của Văn chương Độc lập. Thơ của bà đã xuất hiện trên nhiều tạp chí khác nhau và bà được đưa vào Tuyển tập Thơ ca Caribbean do Chính phủ Guyana xuất bản. Tập thơ của bà Chasing Light là người vào chung kết cuộc thi Giải thưởng quốc tế 2012 do Proverse Publishing Hong Kong tài trợ.
Bà là người đồng sáng lập Hiệp hội Nghiên cứu Văn hóa ở Bahamas và đã biên tập tạp chí Yinna. Bà đã viết và đạo diễn sáu bộ phim tài liệu lịch sử trên truyền hình cho Ủy ban Quốc gia Bahamas. Bà đã viết một số bài báo học thuật và xuất bản một chuyên khảo về truyện dân gian Bahamian.
Glinton-Meicholas kết hôn với Neko Meicholas và có một con trai.

## Tác phẩm chọn lọc[1][2]
- Một buổi tối ở Guanima, sưu tầm truyện dân gian (1993)
- Một sự thay đổi trong ánh sáng, tiểu thuyết
- Không có chỗ trống trên thiên đường, tập thơ
- Bài hát của Robin, tập thơ (2001)
- Đuổi theo ánh sáng, những bài thơ thu thập (Proverse Hong Kong, 2013). Chung kết giải thưởng 2012.
- Năm ân huệ, lịch sử của Tổng giáo phận Công giáo La Mã ở Bahamas, với những bức ảnh của Neko Meicholas và Carla Glinton
- Nghệ thuật Bahamian 1492 đến 1992, lịch sử, với Huggins và Smith
- Nói chuyện bằng tiếng Bahamian
- Nói thêm về Bahamian
- Làm thế nào để trở thành một Bahamian thật
- Làm thế nào để trở thành một Bahamian thật 2
- Sự chìm đắm của loài chim hồng hạc HMBS và nguồn gốc của nó ở Hoa Kỳ, Cuba và mối quan hệ của Bahamas